# Ганди Смрити
Ганди Смрити (англ. Gandhi Smriti, ранее известный как Дом Бирла или Бирла Бхаван) — музей, посвященный Махатме Ганди, расположенный на Тис Джануари Роуд (ранее Альбукерке Роуд), в Нью-Дели, Индия. В доме, где расположен музей, Махатма Ганди провел последние 144 дней своей жизни и был убит 30 января 1948 года. Первоначально здание принадлежало индийским деловым магнатам из семьи Бирла. В настоящее время также является домом Вечного Мультимедийного Музея Ганди, который был создан в 2005 году.

## История
Дом с 12 спальнями был построен в 1928 году Гханшьямдасом Бирла. Сардар Патель и Махатма Ганди были частыми гостями семьи Бирла. В последний раз Махатма Ганди гостил здесь с 9 сентября 1947 года по 30 января 1948 года, когда он был убит. Джавахарлал Неру написал Гханшьямдасу Бирле, добиваясь превращения части Дома Бирла в мемориал. Тот довольно неохотно отнёсся к тому, чтобы отдать дом с которым у него было связано множество воспоминаний. Дом Бирла был выкуплен у Кришны Кумара Бирла правительством Индии в 1971 году, после длительных и тяжелых переговоров, в которых, по некоторым данным, он даже внес в цену продажи стоимость фруктовых деревьев. Итоговая цена дома составила 5,4 миллиона рупий (Rs 54 лакхов) наличными и семь акров городской земли в обмен, что было очень выгодной сделкой. Дом Бирла открылся для посетителей 15 августа 1973 года, будучи переименован в Ганди Смрити (или Дом Памяти Ганди).

## Выставка
Музей в здании приютил ряд предметов, связанных с жизнью и смертью Ганди. Посетители могут пройтись по зданию и землям, просмотреть сохранившуюся комнату, где жил Ганди и место, где он был застрелен во время ночной прогулки. На этом месте сейчас стоит Колонна Мученика.
Ганди Смрити или Дом Бирла расположен на Тис Джануари Марг, 5, в паре километров от Коннот-Плейс, одного из центральных деловых районов Нью-Дели.
Рядом с домом стоит колонна, с изображением свастики. Известность колонны означает, что она была использована в качестве наглядного примера того, каким образом этический смысл символа свастики изменился на Западе в XX веке. Та же самая колонна также содержит изображение сакрального звука Ом, написанного на санскрите.